# Titica
Teca Miguel García (Luanda, 26 de junio de 1987), conocida por su nombre artístico Titica y también como Reina del kuduro, es una cantante, compositora, bailarina y activista transexual angoleña, que en 2013 fue nombrada Embajadora Nacional de Buena Voluntad de la ONUSIDA.

## Trayectoria
Titica se convirtió en un ícono del kuduro en 2011, con el lanzamiento de su primer trabajo discográfico, titulado Chão..., cuyo tema principal, del mismo nombre, se convirtió en pocos meses en la canción más interpretada en la historia de este género musical en la radio de Angola.
Ha actuado en países como Portugal, Sudáfrica, Brasil, Alemania, Estados Unidos de América o Francia. En 2017, actuó en Rock in Rio junto a la banda brasileña BaianaSystem. En 2018, grabó con la artista brasileña Pabllo Vittar el remix de una de las canciones de su álbum de estudio Pra Quê Julgar?.
Titica fue reconocida internacionalmente como uno de los principales referentes en la lucha por los derechos de las personas LGBT en el continente africano. En octubre de 2013, fue elegida Embajadora Nacional de Buena Voluntad por ONUSIDA, el Programa Conjunto de las Naciones Unidas sobre el VIH/sida creado para combatir la epidemia del sida. Según ONUSIDA, "Titica se ha visto afectada por el estigma y la discriminación por ser una persona transexual, y puede convertir su experiencia en un mensaje positivo de cambio de actitudes en Angola".
Lilica también ha interpretado otros géneros musicales, como el afrohouse kizomba y semba, por los que ha sido nominada y en ocasiones ganadora, en los premios dedicados a la música angoleña: Top Rádio Luanda, Angola Music Awards y Troféu Moda Luanda.
Titica fue denominada por la prensa portuguesa como "Diva do Kuduro", y en 2017 promocionó en Portugal su canción "Docado", que contaba con la participación de Osmane Yakuza.
En Brasil, ha tenido una presencia constante desde 2012, y participó en varios espectáculos y festivales, como Viradão Carioca (Río de Janeiro, 2012), 'Mes de la Cultura Independiente' (São Paulo, 2015), Favela Sounds (Brasilia, 2017), y también en programas de televisión como Mais Você (2012), Hot! (2013) o Reunión con Fátima Bernardes (2017).
Creó la canción 'Capim Guiné' con el grupo BaianaSystem y con la cantante brasileña Margareth Menezes, mezclando sonidos de las periferias del Estado de Bahía y Luanda.
Titica fue la primera representante de la cultura angoleña y la primera artista transexual en participar en el festival de música Rock in Rio.

## Reconocimientos
En 2011, Titica ganó el premio revelación otorgado por rádio Escola en Luanda. En 2012 Titica fue nominada a la categoría 'Mejor Artista Femenina del Sur de África' en los KORA All Africa Music Awards, el principal reconocimiento para artistas musicales del continente africano. En 2015 fue galardonada con el premio "Pluma Africana del Año", por su lucha por promover y defender los derechos humanos y la inclusión social de las personas del continente africano y de la comunidad LGBT. En 2017 obtuvo el Trofeo Prestigio en el evento Moda Luanda, angoleño. En 2018, Titica fue incluida por al revista OkayAfrica en su lista 100 mujeres africanas, en la categoría musical, por su labor en la difusión del continente africano en el mundo, siendo la única angoleña de la lista.

## Discografía
- Piso... (2011)
- De último a primero (2014)
- ¿Por qué juzgar? (2018)